# Крымский бассейновый округ

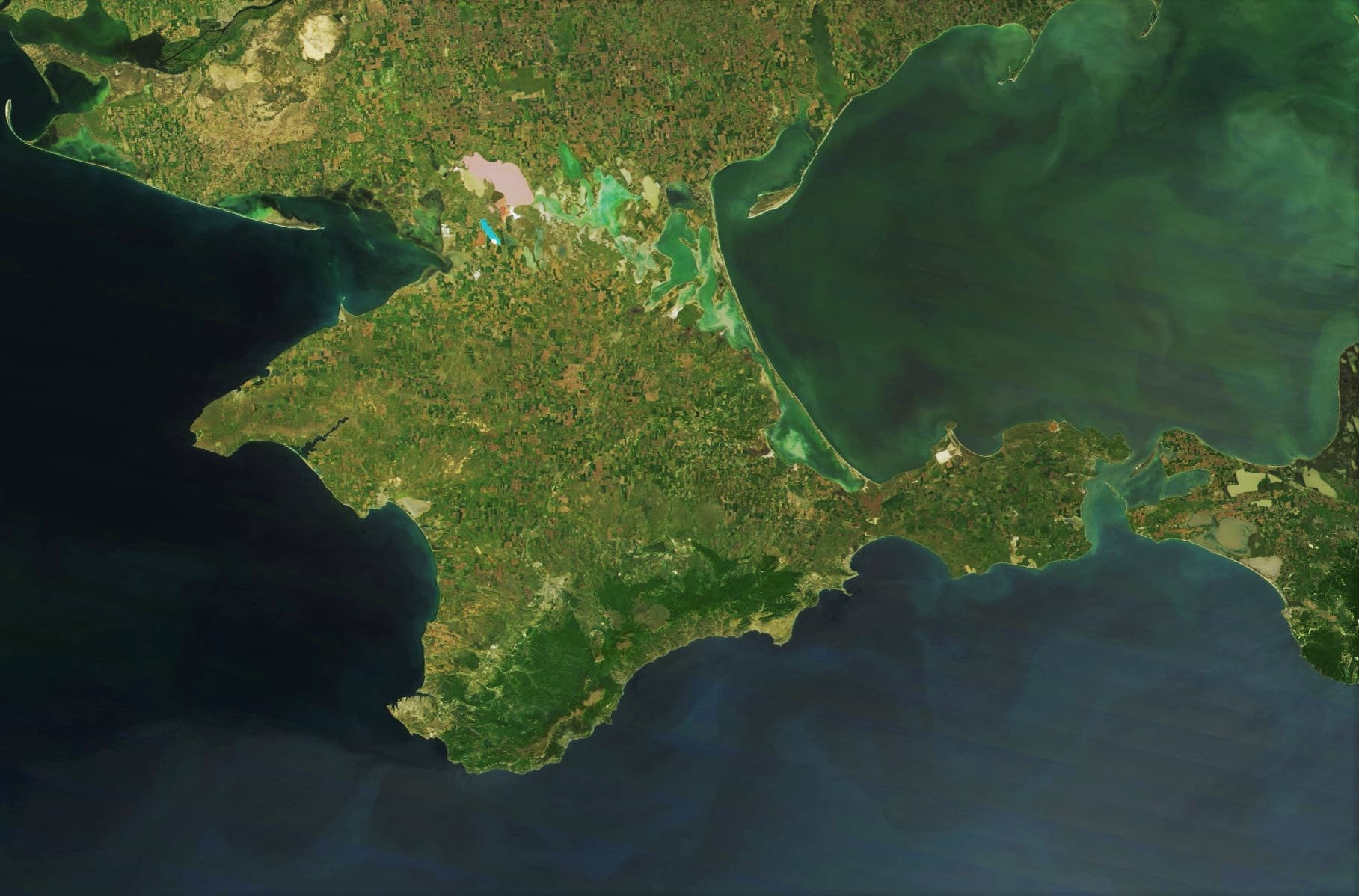
Крымский полуостров, на территории которого расположен бассейновый округ

Крымский бассейновый округ — один из 21 бассейновых округов России согласно статье 28 Водного кодекса Российской Федерации, единица управления в области использования и охраны водных объектов страны. Подразделы Крымского бассейнового округа выделяются цифровым кодом 21.

## Создание

### Предыстория
Территории, где ныне расположен Крымский бассейновый округ, до 2014 года входили в состав Украины. Тогда на Крымском полуострове располагались Автономная Республика Крым и город со специальным статусом Севастополь. В марте 2014 года эти территории вошли в состав России (большинство государств этого не признали и считают Крым принадлежащим Украине). В июне был создан Государственный комитет по водному хозяйству и мелиорации Республики Крым, а вскоре после этого — Управление водного хозяйства и мелиорации. Вскоре после создания первого было также ликвидировано Крымское бассейновое водное управление. Предложение о создании Крымского бассейнового округа выдвинул государственный совет Республики Крым в октябре 2015 года. Тогда его поддержали местный комитет по градостроительству и севастопольское управление природных ресурсов и экологии. Принятие проекта также предложили депутаты Государственной Думы.

### Создание и последующие события
Бассейновый округ образован в 2016 году Федеральным законом от 31.10.2016 N 384-ФЗ. Создание бассейнового округа одобрено Советом Федерации, соответствующее решение было вынесено на 399-м по счёту заседании. Цель создания — упорядочивание управления системой водоёмов на землях, входивших в ныне упразднённый (на момент создания бассейнового округа существовавший) Крымский федеральный округ. В 2017 году появился Бассейновый совет Крымского бассейнового округа и утверждены первые его члены. Первое заседание Совета состоялось в конце года.

## География и гидрография
Расположен на юге европейской части России, на территории Республики Крым и города федерального значения Севастополя. Границы с другими бассейновыми округами только водные, практически идентичны границам Крымского полуострова, на котором бассейновый округ расположен. Есть сухопутная граница с территорией Украины. Округ граничит также с Чёрным, Азовским морями и заливом Сиваш. Площадь единицы управления — 25,62 тыс. км².
По территории бассейнового округа протекают в общей сложности 1657 водотоков (среди них относящиеся как к постоянным, так и к временным), длины которых в сумме составляют 5996 км. Чуть больше, чем 98 % водотоков входят в категорию «самых малых» (длиной менее 25 км), сумма их длин составляет 72 % от общей. 84,5 % водотоков территории очень короткие, длиной менее пяти километров (34 % от общей длины всех рек). Длиннее 100 км только две реки — Салгир (204 км), Чатырлык (106). Водные объекты бассейнового округа имеют следующую классификацию: они подразделяются на естественные или слабо измененные (не подверглись или слабо подверглись антропогенному воздействию), существенно модифицированные (сильно подверглись влиянию со стороны человека) и искусственные (созданы человеком). Густота речной сети достигает наибольших значений в южной части полуострова с гористой местностью, в северной же части водотоков практически нет. Реки имеют смешанный тип питания: оно может быть как подземным, так и дождевым, снеговым. Изменения уровня воды неравномерные, резкие.
Общее количество водохранилищ — 22 (по некоторым источникам, 23), суммарный их объём — примерно 334,29 млн. м³ или 399,5 млн м³. 14 из водных объектов такого типа — естественного стока. Создание водохранилищ началось во времена Советского Союза, водоёмы использовались для различных целей. Некоторые из водохранилищ созданы наливным путём. Озёр и лиманов больше, чем 300, многие неглубокие, содержат минерализованную воду и заполнены ею. Площадь зеркала всех озёр — 395 км², крупнейшее — Сасык, также известное под названием Сасык-Сиваш. Находятся озёра преимущественно в прибрежной местности. Прудов более 1700. Существуют также оросительные каналы, создававшиеся с 1961 года для водоснабжения, из них наибольший — Северо-Крымский.

## Водохозяйственное районирование
Согласно водохозяйственному районированию, на территории бассейнового округа находятся две единицы, по классификации относящиеся к речным бассейнам (собственно этими единицами считаются бассейны Чёрного и Азовского морей). Водохозяйственных участков насчитывается 10.